# Marcin Kuźba
Marcin Kuźba (ur. 15 kwietnia 1977 w Tomaszowie Mazowieckim) – polski piłkarz, występujący na pozycji napastnika. Ostatnio pracował jako skaut dla Wisły Kraków.

## Kariera klubowa
Wychowanek LKS Lubochnia, w kolejnych latach występował w Gwarku Zabrze (1993–1995), Górniku Zabrze (1995-1998), AJ Auxerre (liga francuska, 1998-1999), Lausanne-Sports (Szwajcaria, 1999-2001), AS Saint-Étienne (liga francuska, 2001-2002). W sezonie 2002/2003 zawodnik Wisły Kraków, zdobył z klubem mistrzostwo i Puchar Polski, a 21 zdobytych bramek zapewniło mu 3. miejsce wśród najskuteczniejszych strzelców polskiej ligi. W 2003 odszedł na rok do greckiego Olympiakosu Pireus, w 2004 powrócił do zespołu krakowskiej Wisły.
Od początku lutego 2007 ponownie był piłkarzem Górnika Zabrze, jednak w 6 występach nie zdobył bramki. 17 maja 2007 Górnik Zabrze, za porozumieniem stron, rozwiązał kontrakt z piłkarzem. W maju 2008 roku ogłosił zakończenie kariery piłkarskiej. Jako przyczynę tej decyzji podał kłopoty z kontuzjami, które odnosił kilkakrotnie.

## Kariera reprezentacyjna
W kadrze narodowej zagrał w sześciu spotkaniach (dwukrotnie w pełnym wymiarze czasowym), strzelając dwa gole.
| l.p. | Data              | Miejsce                 | Przeciwnik  | Rezultat | Rozgrywki       | Grał   | Uwagi     |
| ---- | ----------------- | ----------------------- | ----------- | -------- | --------------- | ------ | --------- |
| 1.   | 15 listopada 1995 | Trabzon                 | Azerbejdżan | 0-0      | elim. Euro 1996 | od 67' |           |
| 2.   | 15 lipca 1998     | Kijów                   | Ukraina     | 2-1      | towarzyski      | do 45' |           |
| 3.   | 20 listopada 2002 | Kopenhaga               | Dania       | 0-2      | towarzyski      | od 75' |           |
| 4.   | 29 marca 2003     | Chorzów                 | Węgry       | 0-0      | elim. Euro 2004 | 90'    |           |
| 5.   | 2 kwietnia 2003   | Ostrowiec Świętokrzyski | San Marino  | 5-0      | elim. Euro 2004 | 90'    | Gol · Gol |
| 6.   | 6 czerwca 2003    | Poznań                  | Kazachstan  | 3-0      | towarzyski      | od 46' |           |